# Hordain
Hordain é uma comuna francesa na região administrativa de Altos da França, no departamento do Norte. Estende-se por uma área de 5.66 km². Em 2010 a comuna tinha 1 435 habitantes (densidade: 253,5 hab./km²).